# Jednostka międzynarodowa
Jednostka międzynarodowa, j.m., IU (od ang. international unit) – jednostka aktywności substancji biologicznie czynnych (witamin, hormonów, leków, szczepionek, preparatów krwiopochodnych) ustalana przez WHO. Jednostka jest używana do porównywania poziomu tych samych substancji czynnych w danym leku. Jednostka ta nie może być użyta do porównania aktywności różnych substancji, czyli 1 IU witaminy A nie jest w żaden sposób porównywalne z 1 IU witaminy C. 
Ma ona tę przewagę nad jednostkami masy (w farmakologii są to zwykle miligramy), że konsekwentnie wyraża aktywność różnych form danego czynnika biologicznego (jak witaminy A w postaci retinolu lub beta-karotenu). 
Mimo swojej nazwy jednostka międzynarodowa nie jest częścią układu SI.